# Catholic Relief Services
Pour les articles homonymes, voir CRS.
Catholic Relief Services (CRS) est une association humanitaire de l'Église catholique aux États-Unis fondée en 1943.
Elle est membre de Caritas Internationalis.
Elle ne doit pas être confondue avec le Secours catholique, association française.